# Live Films ふたりのビッグ(エッグ)ショー 〜2時間53分 TOKYO DOME 完全ノーカット版〜
「Live Films ふたりのビッグ(エッグ)ショー 〜2時間53分 TOKYO DOME 完全ノーカット版〜」（ライブフィルムス 二人のビッグエッグショー にじかんごじゅうさんぷん とうきょうドーム かんぜんノーカットばん）は、ゆずのライブビデオ。
全編二人のみの弾き語りによるライブ。

## 収録曲
1. 春一番
キャンディーズのカバー曲。路上時代によく歌っていた曲。夏前ということで、オリジナルとは歌詞を一部変えている。
2. DOME★BOMBAYE〜ALI BOMBAYE
この日のために作った曲。
3. いこう
4. ところで
5. 四時五分
6. 大バカ者
7. 〜風まかせ〜
8. 境界線
9. ねぇ
10. する〜
11. 遊園地
12. 地下街
13. 人生芸無
14. サヨナラバス
15. からっぽ
16. 雨と泪
17. 手紙
18. 月曜日の週末
19. 始まりの場所
20. シャララン
21. センチメンタル
22. くず星
23. 心のままに
24. 夏色
25. 贈る詩
26. 3カウント
27. 少年
28. 友達の唄
29. 嗚呼、青春の日々
30. 飛べない鳥
31. いつか
32. シュビドゥバー
33. 蛍の光
日本の唱歌のカバー。
34. てっぺん